# Todor Aleksiev
Pour les articles homonymes, voir Aleksiev.
Todor Aleksiev (en bulgare : Тодор Алексиев) est un joueur bulgare de volley-ball né le 21 avril 1983 à Plovdiv. Il mesure 2,00 m et joue réceptionneur-attaquant. Il totalise 61 sélections en équipe de Bulgarie.

## Clubs
| Club                               | De        | À         |
| ---------------------------------- | --------- | --------- |
| Levski Sofia                       | 2004-2005 | 2005-2006 |
| Oural Oufa                         | 2006-2007 | 2006-2007 |
| Volley Corigliano                  | sep 2007  | nov 2007  |
| Halkbank Ankara                    | nov 2007  | mai 2008  |
| Lokomotiv-Izoumroud Iekaterinbourg | 2008-2009 | 2009-2010 |
| Istanbul BB                        | 2010-2011 | 2010-2011 |
| Gabeca Pallavolo Spa               | sep 2011  | oct 2011  |
| Gazprom-Iourga Sourgout            | oct 2011  | mai 2015  |
| UPCN San Juan                      | 2015-2016 | 2015-2016 |
| Club Ciudad de Bolívar             | 2016-2017 | 2016-2017 |
| Olympiakós Le Pirée                | 2017-2018 | 2017-2018 |
| Sporting Lisbonne                  | sep 2018  | déc 2018  |
| Olympiakós Le Pirée                | jan 2019  | mai 2019  |

## Palmarès

### Équipe nationale
- Jeux olympiques
  - 4ème place aux 2012
  - 5ème place aux 2008

- Championnat du monde: 2006
- Championnat d'Europe: 2009
- Coupe du monde: 2007
- Jeux européens: 2015
- Championnat du monde des moins de 21 ans: 2003

### Clubs
- Challenge Cup
  -  Finaliste : 2018
- Championnat de Bulgarie (2)
  - Vainqueur : 2005, 2006
- Championnat d'Argentine (2)
  - Vainqueur : 2016, 2017
- Championnat de Grèce (1)
  - Vainqueur : 2018

- Coupe de Bulgarie (1)
  - Vainqueur : 2006
- Coupe de la Ligue de Grèce masculin (2)
  - Vainqueur : 2018, 2019